# Dugouhi jež
Dugouhi jež (lat. Hemiechinus auritus) je vrsta ježa poreklom iz srednjoazijskih zemalja i nekih zemljama Bliskog istoka. Živi u jazbinama, bilo da ih pravi ili pronađe. Ističe se svojim dugim ušima. Smatra se jednim od najmanjih bliskoistočnih ježeva. Ovaj jež jede insekte, ali se takođe može hraniti malim kičmenjacima i biljkama. U zatočeništvu mogu živeti oko 7 godina.
Budući da je prirodno sklon parazitima i može prenositi opasne bolesti poput kuge, vrlo je preporučeno da se kupuje preko ovlašćenih trgovaca, ako ga  želite držati kao kućnog ljubimca.
Dulžina tela je između 120 i 270 mm, a repa između 10–50 mm. Lobanja je oko 38–48 mm. Teži između 250 i 400 g. Ima vrlo razvijena čula sluha i mirisa, koja koriste za lov i otkrivanje predatora. U opasnosti se štiti bodljama. Prsti i peta stopala prekriveni su dlakom, ali stopala su gola.
Dugouhi jež je manji od evropskog beloprsog ježa i puno je brži. Manje je verojatno, da će sklupčati u loptu u opasnosti, nego će radije pokušati da pobegne ili skoči na predatora sa svojim relativno kratkim iglicama.